# Bernardo I de Sajonia
Bernardo I (h. 950-9 de febrero de 1011) fue el duque de Sajonia entre 973 y 1011, el segundo de la dinastía Billung, hijo del duque Herman y Oda. Extendió el poder de su familia considerablemente. 
Luchó contra los danos en 974, 983, y 994 durante sus invasiones. Apoyó la sucesión de Otón III sobre Enrique el Contendiente. En 986, fue nombrado mariscal y en 991 y 995 se unió al joven Otón en la campaña contra los eslavos. Incrementó su poder vis a vis la corona, donde su padre había sido el representante del rey ante la tribu, Bernardo fue el representante de la tribu ante el rey. Bernardo murió en 1011 y fue enterrado en la iglesia de San Miguel en Luneburgo.

## Familia
En 990, Bernardo se casó con Hildegarda (m. en 1011), hija de Enrique I el Calvo, conde de Stade (m. en 976). Tuvieron la siguiente descendencia:
- Herman, murió joven
- Bernardo II su sucesor
- Thietmar, un conde, muerto en un duelo el 1.º de abril de 1048 en Pöhlde
- Gedesdiu (o Gedesti) (m. 30 de junio h. 1040), abadesa de Metelen (desde 993) y Herford (desde 1002)

Y, probablemente:
- Matilde, monja
- Othelindis (m. 9 de marzo de 1044), casó con Teodorico III de Holanda